# Torbjørn Urfjell

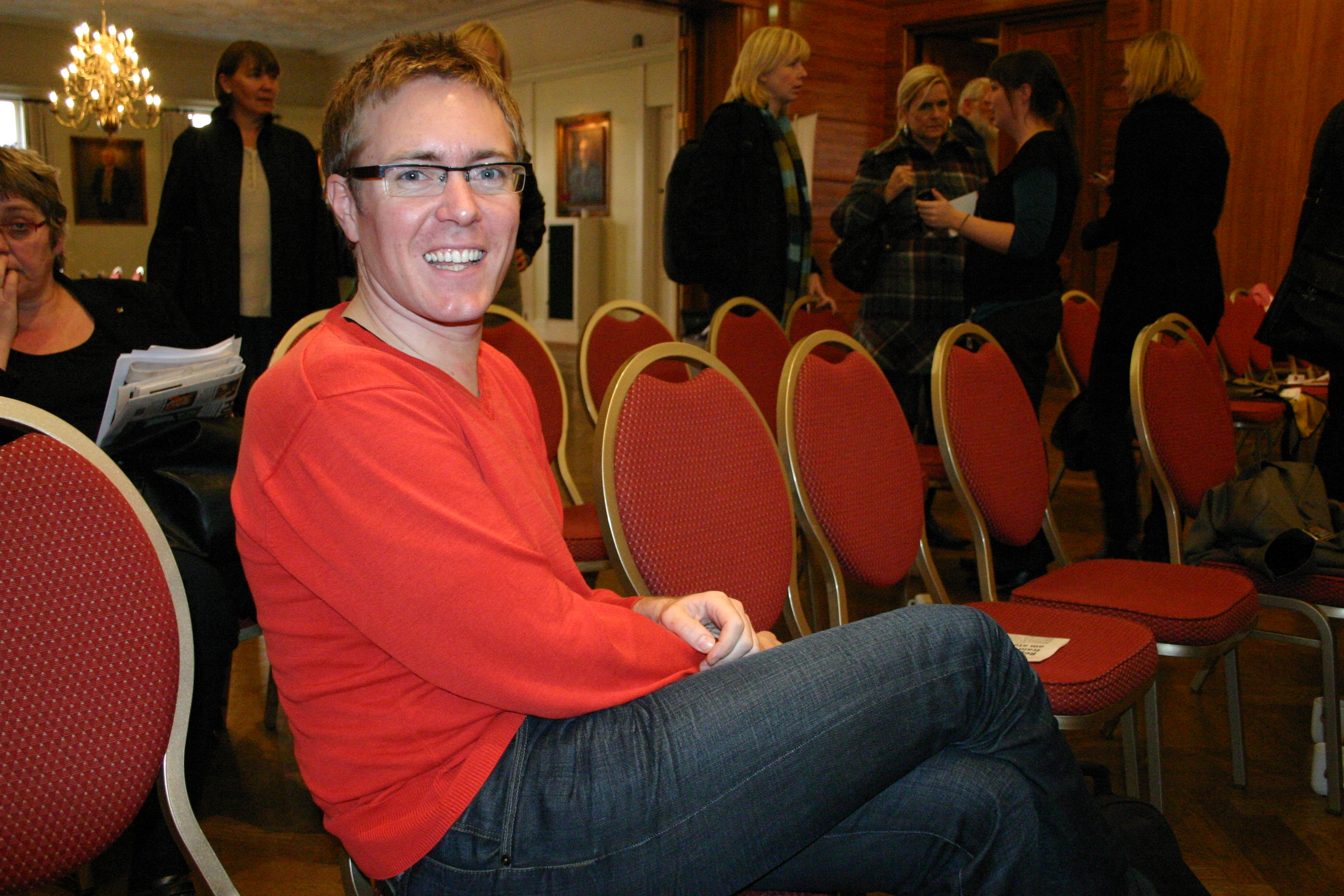
Torbjørn Urfjell

Torbjørn Urfjell (sinh ngày 3 tháng 11 năm 1977) là một chính trị gia người Na Uy cho Đảng Cánh tả Xã hội.
Đến từ Gjerstad, Urfjell theo học trung học tại Risør và Vågsbygd, hoàn thành năm 1996. Ông trở thành lãnh đạo quận trong Thanh niên Xã hội vào năm 1994, và vẫn là thành viên hội đồng trung ương cho đến năm 2000. Ông phục vụ nghĩa vụ quốc gia dân sự bắt buộc thay vì nghĩa vụ quân sự bắt buộc, và  năm 1998, ông được chọn là người phát ngôn toàn quốc cho các quân nhân dân sự quốc gia.
Từ năm 1999 đến năm 2005, ông là thành viên của ủy ban điều hành của hội đồng thành phố Kristiansand. Từ năm 1999 đến năm 2003, ông cũng là thành viên của hội đồng quận Vest-Agder, từng là phó thành viên từ năm 1995 đến năm 1999. Năm 2005 Urfjell là ứng cử viên của Quốc hội Na Uy, nhưng không được bầu. Tuy nhiên, Urfjell từng là cố vấn chính trị trong Bộ Ngoại giao từ năm 2005 đến 2007, trong thời gian Nội các thứ hai của Stoltenberg. Năm 2008, ông được chọn làm lãnh đạo của đảng ở vùng nông thôn Gjerstad.
Urfjell đã từng là thành viên hội đồng quốc gia của Hiệp hội Quốc gia Na Uy về giải phóng đồng tính nữ và đồng tính nam. Tại Kristiansand, ông đã được chọn vào một số vị trí văn hóa, bao gồm chủ tịch Dàn nhạc giao hưởng Kristiansand và phó thành viên hội đồng quản trị của Trung tâm nghệ thuật biểu diễn Kilden. Năm 2012, ông được bổ nhiệm làm chủ tịch Fond for lyd og bilde, và cũng trở thành giám đốc truyền thông của Hiệp hội Na Uy của Liên hợp quốc.